# Кэсер, Уилла
Уи́лла Си́берт Кэ́сер, также Кэзер (англ. Willa Sibert Cather, или Уи́лелла Си́берт Кэ́сер англ. Wilella Sibert Cather; 7 декабря 1873, Уинчестер, Виргиния, США — 24 апреля 1947, Нью-Йорк) — американская писательница, получившая известность и признание за свои романы о жизни американского фронтира на Великих равнинах; её наиболее известными романами являются произведения «О, пионеры!», «Песня жаворонка» и «Моя Антония». В 1923 году она была удостоена Пулитцеровской премии за роман «Один из наших» (1922), описывающий времена Первой мировой войны.

## Биография

### Ранние годы
Родилась в 1873 года на ферме бабушки со стороны матери, Рэйчел Боук, в долине реки Бэк-Крик неподалёку от Винчестера, штат Виргиния. Её отцом был Чарльз Фектиг Кэсер, чья семья жила в долине на протяжении шести поколений. Предки Кэсера приехали в Америку из Уэльса, фамилия образовалась от названия горы Кадер-Идрис в Гуинете. Матерью Уиллы Кэсер была Мери Вирджиния Боук, бывшая школьная учительница. Помимо Уиллы, у Мэри Кэсер было ещё шестеро детей: Роско, Дуглас, Джессика, Джеймс, Джон и Элси.
Через год после рождения дочери Кэсеры переехали в поместье Уиллоу-Шейд, дом в стиле греческого возрождения с участком в 130 акров, подаренный семье родителями мужа. В 1883 году, когда Уилле исполнилось 9 лет, по настоянию родителей Чарльза Кэсера, семья переехала в Небраску. Плодородные равнины штата нравились отцу Чарльза, а разразившаяся в Виргинии эпидемия туберкулёза стала дополнительным поводом. В течение 18 месяцев отец Уиллы пытался заниматься фермерством, но затем уехал вместе с семьёй в город Ред-Клоуд, где открыл бизнес по продаже недвижимости и страхованию. Здесь дети впервые пошли в школу. Некоторые ранние произведения Уиллы Кэсер публиковались в городской газете Red Cloud Chief. Пребывание Кэсер на фронтире, которым всё ещё оставалась Небраска, оказало сильное влияние на формирование будущей писательницы. Её увлекали буйство природы, бескрайность небрасских равнин и разнообразие культур давних переселенцев из Европы, только что прибывших иммигрантов и коренных индейских семей. Как персонаж Джим Берден из романа «Моя Антония», юная Уилла Кэсер считала фронтир местом, где «кругом была только земля — не сады, не пашни, а то, на чём их создают… Между этой землёй и этим небом я чувствовал, что исчезаю, превращаюсь в ничто».
Кэсер ближе общалась со своими братьями нежели с сёстрами — как писала биограф писательницы Гермиона Ли, «по-видимому, не очень им нравилась». Кэсер много читала и завела доброе знакомство с еврейской парой, Вайнерами, которые предоставили ей доступ к обширной библиотеке. Она обменивалась звонками с местным терапевтом, доктором Робертом Деймреллом, и решила стать врачом.
Когда Кэсер училась на первом курсе Университета Небраски, в Nebraska State Journal было опубликовано её эссе о Томасе Карлейле. После этого она стала постоянным автором журнала. Помимо работы в городском журнале она стала редактором The Hesperian, университетской студенческой газеты, и редактором Lincoln Courier. Она отказалась от специализации в естественных науках и карьеры врача, вместо этого окончив университет в 1894 году со степенью бакалавра английского языка.

### Начало карьеры
В 1896 году Кэсер переехала в Питтсбург, заключив договор с Home Monthly, женским журналом, созданным по подобию Ladies' Home Journal. Через год она стала редактором и театральным критиком в Pittsburgh Leader одновременно публикую стихи короткие рассказы в местном издании The Library. Также Кэсер в течение года работала в Центральной старшей школе, преподавая латынь, алгебру и основы литературной композиции, а затем перешла в старшую школу Аллегейни, где возглавила отделение английского языка и преподавала латыни и английский.
В первые годы в Питтсбурге Кэсер написала несколько коротких рассказов, в том числе Tommy, the Unsentimental — о девочке из Небраски с мужским именем, похожей на мальчика и спасшей банковский бизнес своего отца. Дженис Стаут рассматривает этот рассказ как одно из ряда произведений Кэсер, демонстрирующих значение жёстких гендерных ролей и поддерживающих персонажей, нарушающих установленные правила.
Первый сборник рассказов Кэсер, «Сад троллей» (англ. The Troll Garden), был опубликован в 1905 году в издательстве McClure, Phillips, and Company. В него вошли несколько наиболее известных произведений: «Вагнеровский утренник», «Похороны скульптора» и «Дело Пола».
В 1906 году Кэсер переехала в Нью-Йорк, где получила должность в штате редакции McClure’s Magazine, журнала, связанного с издательством, опубликовавшим «Сад троллей». В первый год работы Кэсер написала биографию Мэри Бейкер-Эдди, основательницы религиозного движения «Христианская наука», однако единственным автором была названа Джорджина Милмайн. Милмайн выполнила громадную исследовательскую работу, но не имела возможности свести результаты в единое повествование. Mary Baker G. Eddy: The Story of Her Life and the History of Christian Science публиковалась в McClure’s на протяжении 14 номеров в течение 18 месяцев, а затем была издана отдельной книгой The Life of Mary Baker G. Eddy and the History of Christian Science (1909).
В McClure’s в виде нескольких частей вышел первый роман Кэсер, «Мост Александра» (1912). Большинство критиков восприняли его положительно. The New York Times похвалил «волнующие ситуации и умные диалоги», а The Atlantic назвал повествование изобретательным и умелым.
Вслед за первым романом последовала «Трилогия прерий»: «О, пионеры!» (1913), «Песня жаворонка» (1915) и «Моя Антония» (1918). Эти произведения были популярны среди читателей и нравились критикам. Кэсер получила одобрение Генри Менкена за повестование простым языком об обычных людях. Синклер Льюис похвалил книгу, рассказавшую о Небраске так, как никто до этого не делал.

### 1920-е
К 1920 году Кэсер пришла к выводу, что издательство Houghton Mifflin плохо популяризует её последний роман, «Моя Антония», рекламный бюджет которого составил всего 300 долларов. В итоге писательница обратилась в другое издательство, Alfred A. Knopf, которое было известно активной поддержкой авторов через рекламные кампании. Ей также нравился внешний вид книг, выходивших в этом издательстве, в частности Green Mansions Уильяма Генри Хадсона. Кэсер посетила редакцию, где увидела Бланш Кнопф, жену президента, работавшую за коммутатором в обеденное время. Поскольку у Кэсер был действующий контракт с Houghton Mifflin на издание романов, Кнопфы опубликовали сборник рассказов «Молодежь и яркая медуза», разместив рекламу в New Republic. Впоследствии в Alfred A. Knopf вышло 16 книг Уиллы Кэсер.
Признание Кэсер одним из крупных литераторов Америки состоялось в 1923 году, когда ей была вручена Пулитцеровская премия за роман «Один из наших». Следующим крупным произведением стал роман «Смерть приходит за архиепископом» (1928). Это произведение попало в список 100 лучших романов XX века по мнению издательства Modern Library, а также в список журнала Time ста лучших англоязычных романов 1923—2005 годов.

### 1930-е
К 1930 году критики начали разочаровываться в Кэсер, называя её романтичным писателем, неспособным справиться с современностью. Гренвилл Хикс обвинял её в неспособности принять современную жизнь такой как она есть, сбегая от неё в идеализированное прошлое. В период катастрофических пыльных бурь и Великой депрессии в произведениях Кэсер не видели социальной значимости.
Консерватизм Кэсер, который привлекал Менкена, Рэндольфа Борна и Карла Ван Дорена, портилё её репутацию в глазах мололых, часто имевших левые взгляды, критиков, таких как Хикс и Эдмунд Уилсон. Обескураженная негативными отзывами, Кэсер замкнулась. Она уничтожила часть корреспонденции и включила в завещание запрет на публикацию своих писем.
Но несмотря на отношение критиков, у читателей её книги пользовались популярностью и хорошо продавались. В 1931 году самым читаемым в США стал роман «Тени на скале».
В 1932 году Кэсер опубликовала «Неясные судьбы» (англ. Obscure Destinies), свой последний сборник рассказов, в который вошло её наиболее известное произведение жанра — «Сосед Росицки». Вместе с подругой Эдит Льюис она переехала в новую квартиру на Парк-авеню, где начала работу над романом «Люси Гайхарт». Этот роман стал бестселлером 1935 года.

### Последние годы
В 1938 году Кэсер пережила две самые большие потери: в июне от сердечного приступа умер любимый брат Дуглас, а несколько месяцев спустя скончалась Изабель Макклунг, с которой Кэсер делила квартиру в Питтсбурге и впоследствии поддерживала дружеские отношения. Своим друзьям Кэсер писала, что Макклунг была одной из тех, для кого она писала все свои книги.
Чем ближе был момент вступления США во Вторую мировую войну, тем сильнее была её подавленность. Когда Франция сдалась Третьему рейху, Кэсер записала в дневнике: «Похоже, у людей моего поколения нет никакого будущего». Летом 1940 года Кэсер и Льюис последний раз были в Гран-Манане, где был закончен роман, ставший для Кэсер последним — «Сапфира и невольница», самый мрачный из всех её предшествующих работ. Его героине Сапфире недостает моральных качеств, она не вызывает сочувствия. Однако книга понравилась критикам и имела коммерческий успех. Предварительный тираж составил 25 000 экземпляров, а затем через подписку Book of the Month Club было продано ещё 200 000 экземпляров.
Кэсер страдала от воспаления сухожилий запястья, но несмотря на это смогла написать значительную часть нового романа, действие которого происходило во французском Авиньоне. Однако рукопись была уничтожена после смерти писательницы в соответствии с её завещанием. Из сохранившихся записей удалось установить, что роман был озаглавлен «Тяжёлое наказание», а время действия относилось к XV веку, когда правил антипапа Бенедикт XIV.
В 1943 году Уиллу Кэсер избрали в Американскую академию искусств и наук. В 1944 она была удостоена золотой медали Американской академии искусств и литературы, вручаемой раз в десятилетие за общий вклад. Хотя никаких специфических проблем со здоровьем у Кэсер не было, близкие замечали, что она угасает.
24 апреля 1947 года Кэсер умерла от кровоизлияния в мозг в возрасте 73 лет у себя в квартире в доме 570 на Парк-авеню на Манхэттене. Похоронена в Джеффри (Нью-Хэмпшир).

### Романы
- Мост Александра (1912)
- О, пионеры! (1913)
- Песня жаворонка (1915)
- Моя Антония (1918)
- Один из наших (1922)
- Погибшая леди (1923)
- Дом профессора (1925)
- Мой смертельный враг (1926)
- Смерть приходит за архиепископом[англ.] (1927)
- Тени на скале (1931)
- Люси Гайхарт (1935)
- Сапфира и невольница (1940)

### Сборники
- Апрельские сумерки (1903, стихи)
- Сад троллей (1905)
- Молодежь и яркая медуза (1920)
- Неясные судьбы (1932)
- Только после сорока (1936, эссе)
- The Old Beauty and Others (1948)
- Willa Cather: On Writing (1949, эссе)
- Five Stories (1956, посмертное издание)